# Palasca
Palasca ist eine Gemeinde auf der französischen Insel Korsika. Sie gehört zur Region Korsika, zum Département Haute-Corse, zum Arrondissement Calvi und zum Kanton L’Île-Rousse.

## Geografie
Die Gemarkung von Palasca erstreckt sich von einer Höhe von ungefähr 350 Metern über dem Meeresspiegel bis an das Ligurische Meer. Palasca ist mit Lama, Urtaca, Pietralba und Novella eine der fünf Gemeinden im Tal des Flusses Ostriconi.
Nachbargemeinden sind San-Gavino-di-Tenda im Nordosten, Urtaca und Novella im Osten, Olmi-Cappella im Süden und Belgodère im Westen.

## Verkehr
Der Bahnhof Novella liegt an der Bahnstrecke Ponte-Leccia–Calvi.

## Bevölkerungsentwicklung
| Jahr      | 1962 | 1968 | 1975 | 1982 | 1990 | 1999 | 2008 | 2012 |
| --------- | ---- | ---- | ---- | ---- | ---- | ---- | ---- | ---- |
| Einwohner | 124  | 72   | 84   | 85   | 115  | 117  | 138  | 153  |

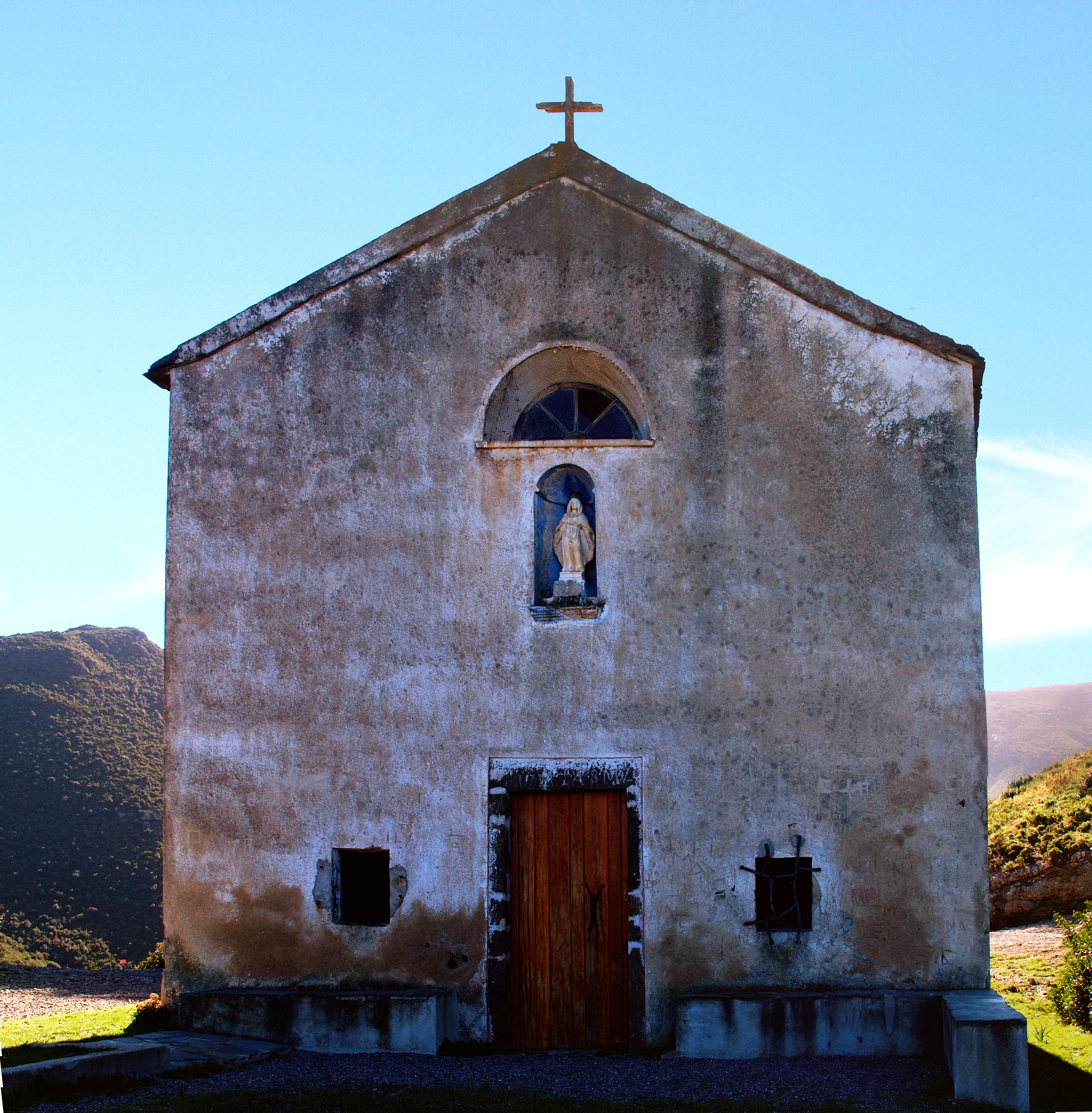
Kapelle Annunziata Avant
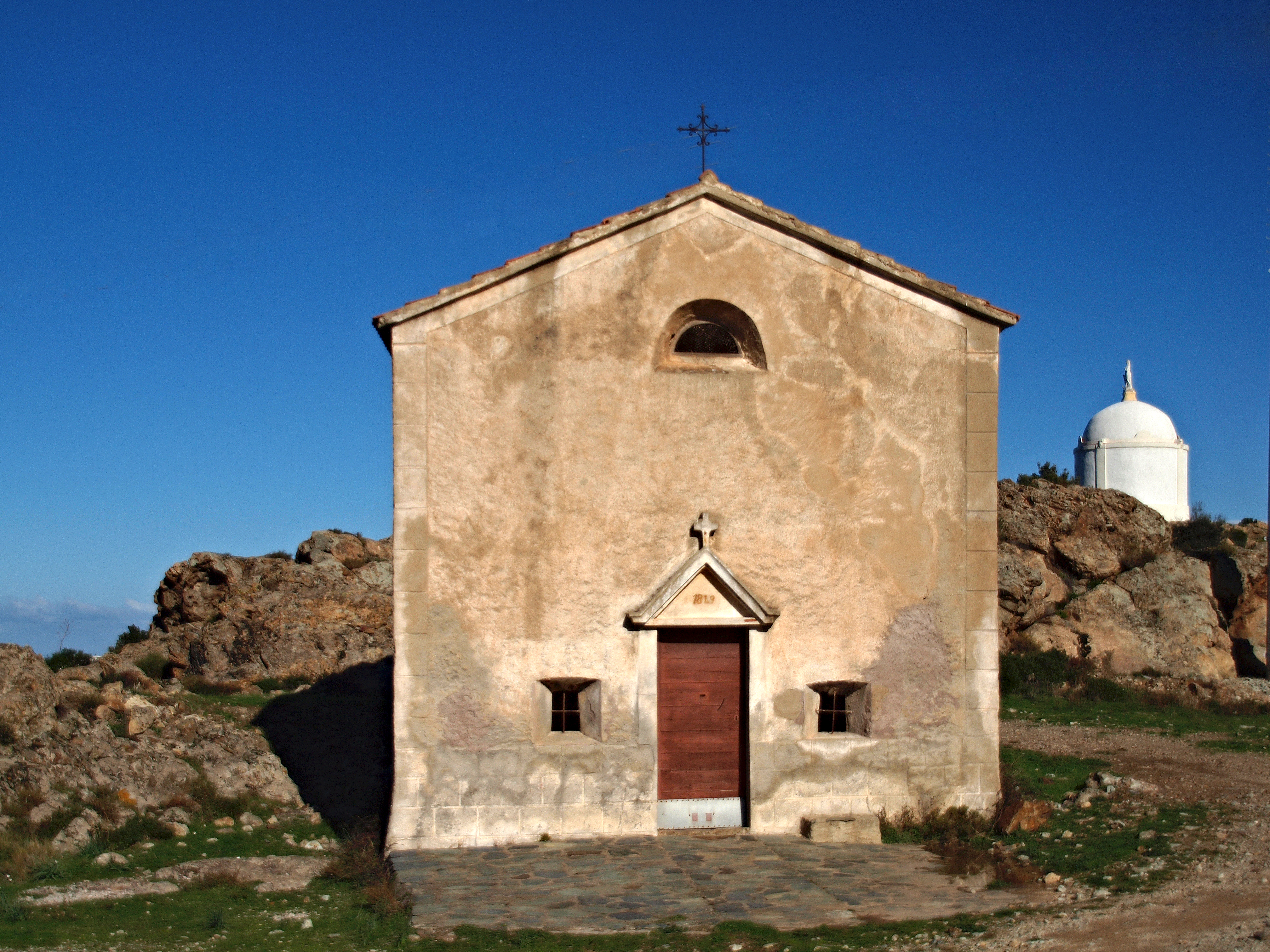
Kapelle San Sebastianu
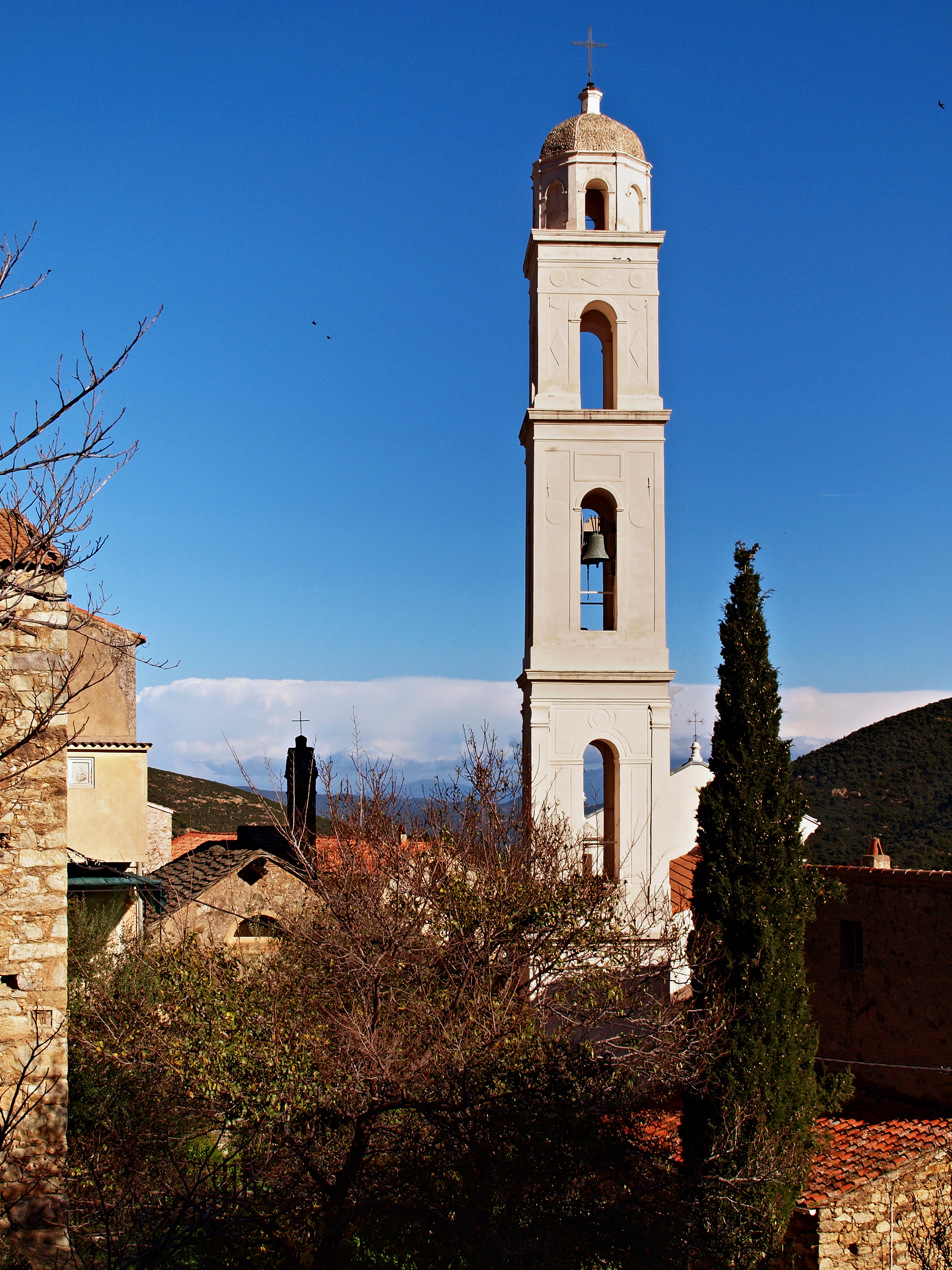
Kirche Santa Maria Assunta
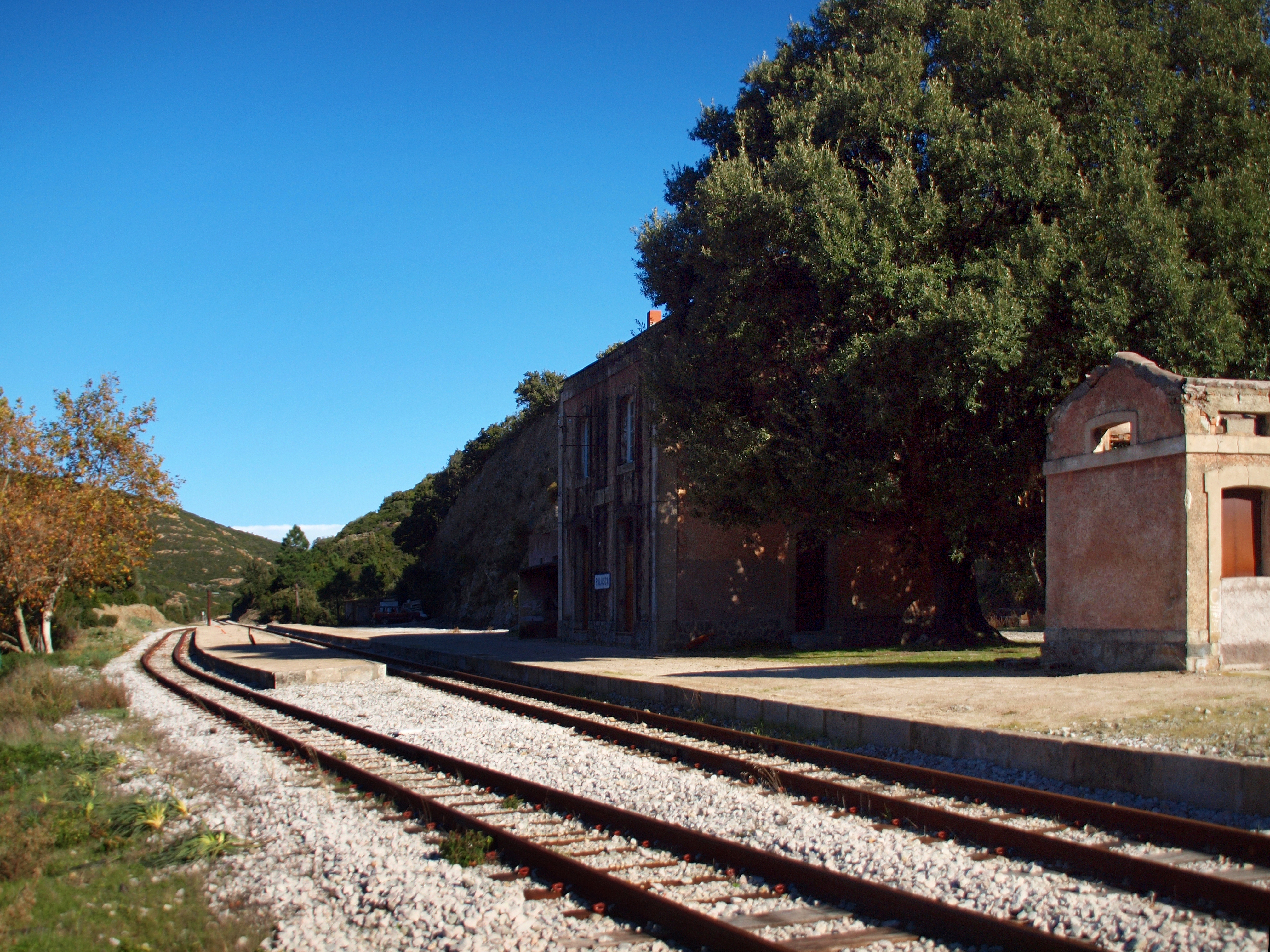
Bahnhof von Palasca